# Diplonema papillatum
Diplonema papillatum — один з небагатьох видів джгутикових одноклітинних організмів класу Diplonemea типу Евгленові. На початку 2010-х років було встановлено, що мітохондріальна ДНК цього виду продукує молекули РНК, які піддаються різноманітним посттранскрипційним модифікаціям, зокрема різним механізмам редагування РНК.

## Опис
Клітини безбарвні, поодинокі, довжиною від 12 до 24 мікрометрів, на верхівці знаходиться папіла, з ямки біля якої відходять 2 джгутики. Клітини не жорсткі, не мають пелікули, здатні до повільних плавальних рухів. Мають вічко, позбавлені трихоцист та слизових тілець, характериних для інших евгленових. Мітохондрія єдина, розташована периферійно, з небагатьма кристами.

## Спосіб життя
Вільноживучі морські організми. Спосіб життя вивчений слабко.

## Геном
У 2016 році було прочитано чорновий варіант геному Diplonema papillatum. Розмір геному був оцінений у 176,5 мільйонів пар основ.
При цьому розмір мітохондріального геному є дуже великим, порівняно з таким у багатоклітинних тварин, близько 500-600 тисяч пар основ. На відміну від більшості ядерних організмів, у яких наявна одна кільцева молекула мітохондріальної ДНК, у Diplonema papillatum наявно більше 80 невеликих кільцевих ДНК розміром 6 (так званого «класу А») або 7 («клас Б») тисяч пар нуклеотидів, причому мітохондріальні гени розділені на декілька (від 2 до 11) модулів, у 40-550 пар нуклеотидів кожен.
Кожна з цих кільцевих ДНК має характерну структуру: кодуючий фрагмент оточений з двох боків приблизно 50-нуклеотидною унікальною послідовністю, утворюючи «касету», а інша частина молекули складається з повторів, причому навколо цієї «касети» знаходиться ділянка близько 1-3 тисячі пар основ, яка є спільною для молекул одного класу, а на протилежній ділянці кільця є спільна для всіх молекул послідовність з 2,5 тисяч пар нуклеотидів. Зчитування кодуючих фрагментів призводить до появи багатьох коротких пре-мРНК, які надалі методом транс-сплайсингу об'єднуються в зрілі мРНК, що відповідають 12 генам білків дихального ланцюга, ферментам окисного фосфорилювання, рибосомних білків та двох рибосомних РНК. Транспортні РНК у мітохондріальній ДНК не закодовані, імпортуються з цитоплазми. Виявлено також 6 додаткових відкритих рамок зчитування з невідомими функціями. Молекулярний механізм транс-сплайсингу в Diplonema papillatum невідомий.
Крім транс-сплайсингу, в мітохондріях Diplonema papillatum відбувається активне редагування РНК. Більшість транскриптів проходить через додавання урацилів, які додаються в кількостях від 1 до 26, часто в кінці фрагментів пре-мРНК. У 2016 році виявлено два інші процеси редагування РНК: заміни цитидина на уридин та, вперше для мітохондрій, заміни аденозина на інозин.  Найбільше таких замін виявилося в РНК субодиниці 4 НАДН-дегідрогенази та рибосомній РНК малої субодиниці мітохондріальної рибосоми. Механізми редагування поки невідомі.